# Bekisar
Hybride
Parent mâle de l'hybridation 
  Gallus varius 
×

Parent femelle de l'hybridation 
  Gallus gallus 
Le Bekisar ou Ayam Bekisar (poulet bekisar) est un oiseau hybride issu du croisement d'un mâle Gallus varius avec des poules domestiques (Gallus gallus domesticus). Les femelles sont généralement stériles.

## Histoire

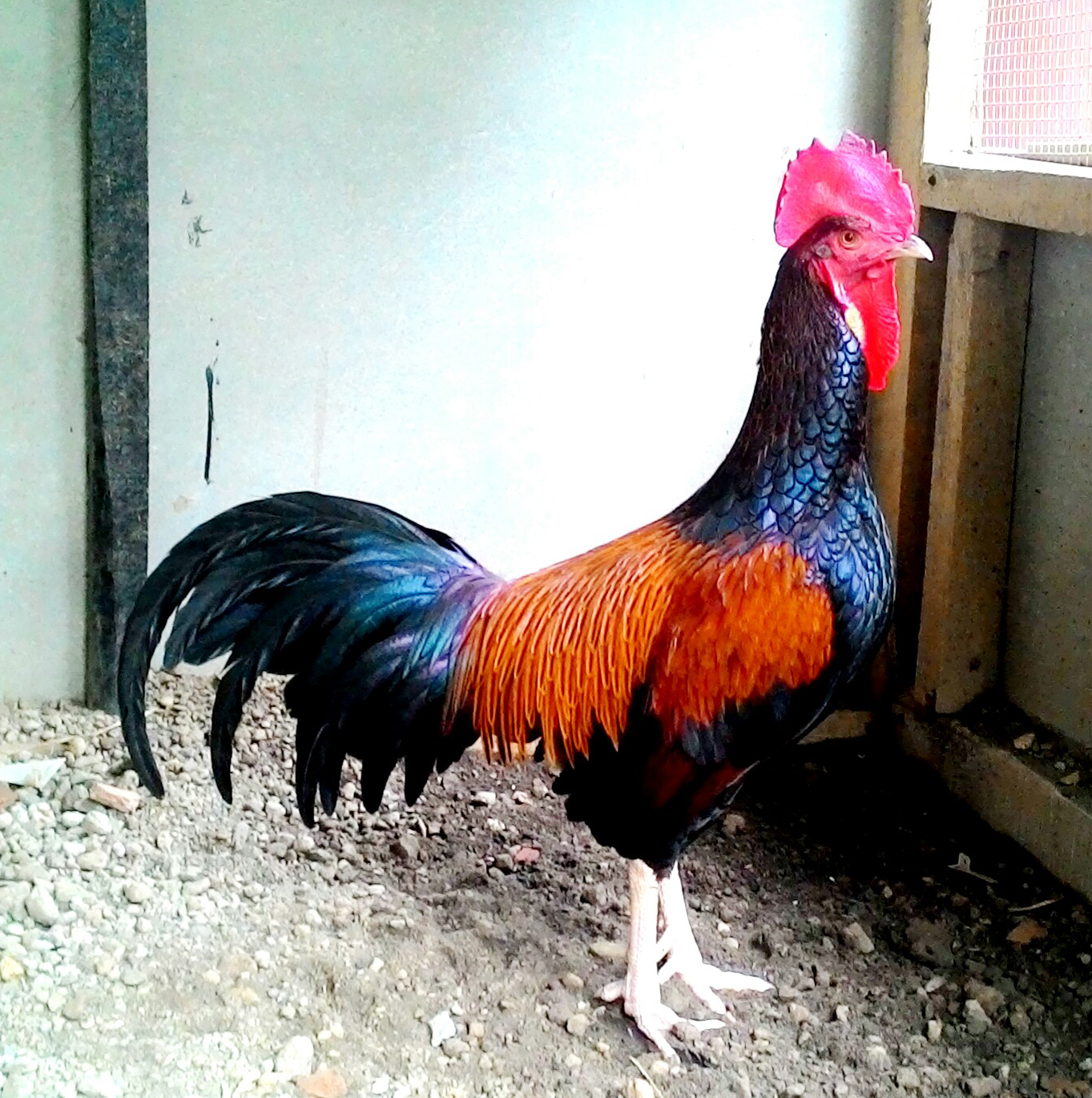
Coq Bekisar.

L'hybridation pour obtenir des bekisars est une pratique ancienne dans les îles de la Sonde.
Une partie des volailles amenées lors de la seconde vague de peuplement de l'Océanie étaient des coqs Bekisars. Ils ont influencé génétiquement les volailles domestiques de ces régions.